# 어나더 코드: R – 기억의 문
《어나더 코드: R – 기억의 문》은 CING이 개발하고 닌텐도가 배급한 2009년 어드벤처 게임이다. 2005년작 《어나더 코드: 2개의 기억》의 후속작이다. Wii 플랫폼으로 제작돼 일본서 2009년 2월 5일 처음 발매됐다. 북미 지역에선 출시하지 않았다.
전작으로부터 2년 후가 배경으로 주인공 애슐리 미즈키가 아버지와 계획한 휴가를 위해 어머니의 추억이 서린 줄리엣 호수을 방문하다 겪은 사건을 그렸다. 플레이어는 Wii 리모컨로 애슐리를 직접 조종하며 주변 환경과 상호작용해 퍼즐을 해결하는 것이 게임의 주목표이다.
2024년 1월 19일, 전작과 같이 수록된 합본 리메이크 《어나더 코드 리컬렉션》이 닌텐도 스위치로 출시됐다.

## 반응
출시 당시 Wii판 《어나더 코드: R》은 리뷰 애그리게이터 웹사이트 메타크리틱에서 66/100점을 기록해 "복합적인 평가"를 받았다.

## 참조

### 주해
1. ↑  일본어: アナザーコード：Ｒ 記憶の扉, 영어: Another Code: R – A Journey into Lost Memorie